# Hùng Việt, Tràng Định
Hùng Việt là một xã thuộc huyện Tràng Định, tỉnh Lạng Sơn, Việt Nam.
Xã Hùng Việt có diện tích 31,5 km², dân số năm 1999 là 1.597 người, mật độ dân số đạt 51 người/km².
Theo thống kê năm 2019, xã Hùng Việt có diện tích 31,5 km², dân số là 1.644 người, mật độ dân số đạt 52 người/km².